# Canarana (kommun i Brasilien, Mato Grosso)
Canarana är en kommun i Brasilien.   Den ligger i delstaten Mato Grosso, i den centrala delen av landet, 600 km nordväst om huvudstaden Brasília. Antalet invånare är 18 701.
Omgivningarna runt Canarana är huvudsakligen savann. Trakten runt Canarana är nära nog obefolkad, med mindre än två invånare per kvadratkilometer.